# Magnus Wassén
Sten Magnus Wassén (ur. 1 września 1920 w Partille, zm. 23 czerwca 2014 w Göteborgu) – szwedzki żeglarz, olimpijczyk, zdobywca brązowego medalu w regatach na Letnich Igrzyskach Olimpijskich w 1952 roku w Helsinkach.
Na Letnich Igrzyskach Olimpijskich 1952 zdobył brąz w żeglarskiej klasie 5,5 m. Załogę jachtu Hojwa tworzyli również Folke Wassén i Carl-Erik Ohlson.
Brat Folke Wasséna.